# اليمان (صباح)

تعديل مصدري - تعديل

اليمان هي إحدى قرى عزلة صباح بمديرية صباح التابعة لمحافظة البيضاء، بلغ تعداد سكانها 444 نسمة حسب تعداد اليمن لعام 2004.